# Пушкіно (Кадошкінський район)
Пу́шкіно (рос. Пушкино, ерз. Пушкино) — село у складі Кадошкінського району Мордовії, Росія. Адміністративний центр Пушкінського сільського поселення.
Населення — 221 особа (2010; 324 у 2002).
Національний склад станом на 2002 рік:
- росіяни — 92 %